# Miracles attribués au Bouddha Gautama

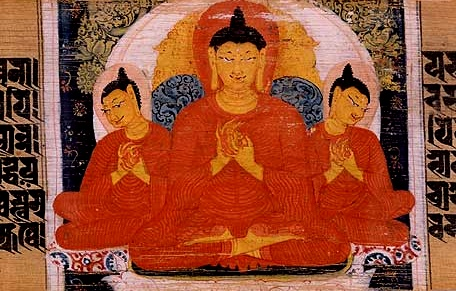
Miracles jumeaux.

Les Miracles attribués au Bouddha Gautama, auxquels croient un certain nombre de bouddhistes, sont en contradiction avec la réponse qu'aurait donnée le Bouddha Gautama, sollicité de faire des miracles : « je les déteste, les rejette et les méprise ». 

## Miracles
Les miracles du Bouddha Gautama sont nombreux si on en croit certains récits. Néanmoins, celui-ci ne tenait pas à faire de miracles (pātihāriya) pour impressionner les incrédules. Pour les bouddhistes, dans tout samadhi, trois pouvoirs peuvent selon les textes du canon pali être acquis : la magie, psychique notamment (iddhi), la lecture des esprits (ādesanā) et l'enseignement  (anusāsani). Seul ce dernier doit être utilisé pour enrichir la communauté (sangha).  
Le terme abhijna est utilisé pour décrire les connaissances extraordinaires acquises à la suite d'un long travail de méditation. Six pouvoirs sont référencés sous le mot abhijna.